# カンディド・アマンティーニ
カンディド・アマンティーニ（Candido Amantini 1914年1月31日 - 1992年9月22日 本名：エラルド）はカトリック教会御受難会の司祭、エクソシスト（祓魔師）。

## 生涯
アマンティーニはトスカーナ州の貧しい家具職人の長男として山村で生まれ、幼少時に司祭の志を抱き、1926年12月23日、12歳のころ、親元を離れ御受難会に入る。修道誓願を果たし、古代ローマ時代に殉教した聖カンディドゥスに因み「無原罪のカンディド」の修道名を名乗り、1937年3月13日、司祭叙階される。1938年から1960年までは神学校などでヘブライ語と聖典を教えていたが、1961年に病気で長期入院し教師を辞めることとなった。回復後の活動は変化した。1962年、ローマ司教区の「エクソシスト（祓魔師）」に正式に任命され、彼は一度は断ったが、長上の修道院長に諭され任命を受ける。アマンティーニはローマの「聖なる階段」という聖堂に拠点を移し、エクソシストとして多くの悪魔払いを行い、信者の信頼を集め、ガブリエーレ・アモルス等のエクソシストが輩出した。1973年に公開された映画『エクソシスト』を鑑賞、誇張された演出以外、的確に捉えていると評価した。
1992年9月22日、ローマで死去。2012年7月13日、アマンティーニの列聖調査が正式に開始された。